# Константин (Хомич)
Епи́скоп Константи́н (в миру Константи́н Андре́евич Хо́мич, бел. Канстанцін Андрэевіч Хоміч; 11 ноября 1911, местечко Логишин, Пинский уезд, Минская губерния — 19 сентября 2000, Брест) — епископ Русской православной церкви, архиепископ Брестский и Кобринский.

## Биография
После революции — в Польше в связи с изменением государственных границ.
В 1935 году окончил Виленскую духовную семинарию.
В 1936 году был рукоположен во диакона и во пресвитера и назначен настоятелем Рождество-Богородичного храма в селе Охово Пинской области.
До 1956 года служил на Пинщине, затем — настоятель Никольского храма в городе Добруше.
С 1962 года — настоятель Успенского храма в селе Красное Гомельской области.
В 1969 году овдовел и принял монашеский постриг в Жировицком Успенском монастыре с именем Константин в честь мученика Константина.
С 1970 года — наместник Жировицкого монастыря.

### Архиерейство
Постановлением Святейшего Патриарха Пимена и Священного Синода от 23 марта 1987 года архимандриту Константину определено быть епископом Пинским, викарием Минской епархии.
11 апреля 1987 года в Свято-Духовом кафедральном соборе в Минске наречение архимандрита Константина во епископа Пинского совершили митрополит Швейцарский Дамаскин (Папандреу) (Константинопольский Патриархат), митрополит Минский и Белорусский Филарет (Вахромеев), архиепископы Оренбургский и Бузулукский Леонтий (Бондарь) и Чебоксарский и Чувашский Варнава (Кедров). Хиротонисан во епископа на следующий день 12 апреля.
С 6 июля 1989 года — епископ Пинский и Брестский.
3 октября 1989 года на заседании Священного Синода рассмотрено его прошение «о почислении на покой». Решено просить его продолжать служение.
Определением Священного Синода от 19 февраля 1990 года назначен епископом Брестским и Кобринским.
25 февраля 1995 года возведён в сан архиепископа.
Скончался 19 сентября 2000 года. Похоронен во дворе Свято-Симеоновского кафедрального собора г. Бреста.
Сын — Андрей Константинович Хомич, автор книги об отце «Жизнь в молитве и любви».